# Kils härad
Kils härad var ett härad i södra Värmlands län inom nuvarande Kils, Munkfors och Forshaga kommuner. Häradet omfattade knappt 828 km². Tingsstället var från 1882 Karlstad från att tidigare ha varit ambulerande och från 1825 legat i Illberg norr om nuvarande samhället Kil och inte långt ifrån Apertins herrgård.

## Namnet
Häradsnamnet kan beläggas från år 1426 och kommer ursprungligen från namnet på den vik i sjön Norra Hyn där den medeltida Kils kyrka och tingsplatsen låg.

## Geografi
Häradet var beläget i trakterna kring sjöarna Nedre Fryken och Visten och Klarälvens nedre lopp, omkring 2 mil nordväst om Karlstad.

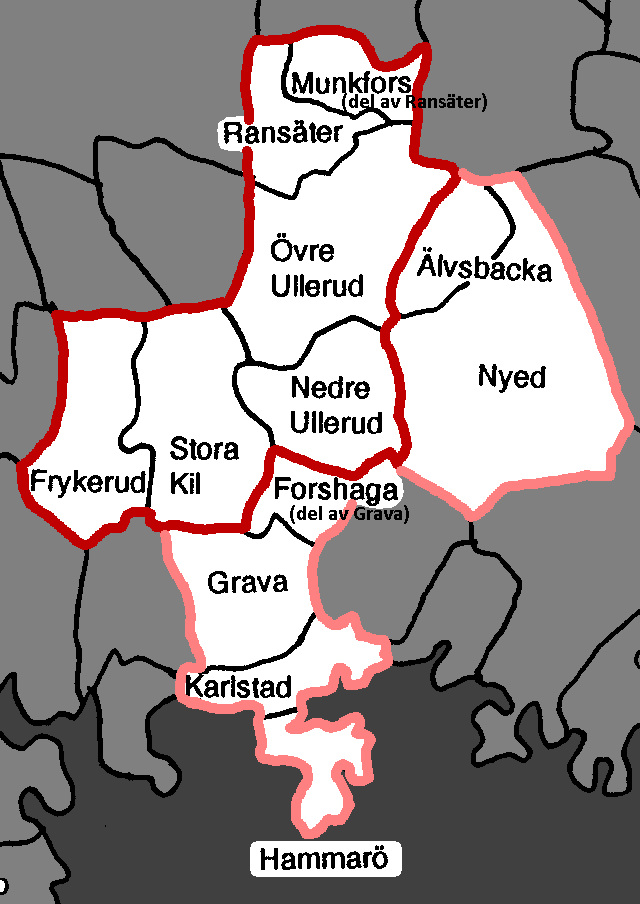
Bild över häradens socknar. Röd samt rosa linje markerar de yttre gränserna för hur Kils härad först såg ut när det skapades. Endast röda markerar hur det såg ut efter att Karlstad och Nyed härad skapats av dess forna bitar.

### Socknar
Kils härad omfattade fem socknar:
I Kils kommun
- Stora Kil
- Frykerud

I Forshaga kommun
- Övre Ullerud
- Nedre Ullerud

I Munkfors kommun
- Ransäter ombildades 1949 till Munkfors köping

## Historia
Häradet var i äldre tider betydligt större då det omfattade såväl Karlstads (utbröts 1883) som Nyeds härader (utbröts 1681).

## Län, fögderier, domsagor, tingslag och tingsrätter
Häradet har från 1779 hört till Värmlands län, innan dess Närkes och Värmlands län. 
Häradets socknar hörde till följande fögderier:
- 1682-1966 Mellansysslets fögderi
- 1967-1990 Karlstads fögderi ej för Ransäters socken
- 1967-1990 Hofors fögderi för Ransäters socken

Häradets socknar tillhörde följande domsagor, tingslag och tingsrätter:
- 1680-1881 Kils tingslag inom 
  - 1680-1755 Karlskoga, Visnums, Ölme, Väse, Kils, Fryksdals nedre, Fryksdals övre, Älvdals nedre och Älvdals övre häraders domsaga
  - 1756-1825 Karlstads, Kils, Fryksdals nedre, Fryksdals övre, Älvdals nedre, Älvdals övre och Nyeds häraders domsaga kallad Mellansysslets domsaga
  - 1826-1829 Karlstads, Kils, Fryksdals nedre och Nyeds häraders domsaga kallad Mellansysslets domsaga
  - 1830-1881 Mellansysslets domsaga
- 1882-1970 Mellansysslets tingslag inom Mellansysslets domsaga

- 1971-2005 Karlstads tingsrätt och dess domsaga
- 1971-2005 Sunne tingsrätt och dess domsaga för Munkfors köping
- 2005- Värmlands tingsrätt och dess domsaga

### Webbkällor
- Kils häradssigill på Wermlandsheraldik.se, 2009-02-22, kl. 22:41
- Nationella arkivdatabasen för uppgifter om fögderier, domsagor, tingslag och tingsrätter